# Isla Formica
La Isla Formica (en italiano: Isola Formica) es una isla de Italia, que pertenece al archipiélago de Egadi, en la región de Sicilia.
Se trata de una pequeña parcela de tierra cerca de una gran roca, que se encuentra entre la isla de Levanzo y la costa de Trapani. Ha estado habitada durante siglos tanto por los fenicios, cartagineses, griegos, italianos, romanos, árabes, normandos.
En la isla de Formica todavía existe una vieja tonnara con los restos de dos edificios antiguos. También hay un edificio fortificado, que posee un faro.